# Balsamvaxskivling
Balsamvaxskivling (Hygrophorus poetarum) är en svampart som beskrevs av R. Heim 1948. Balsamvaxskivling ingår i släktet Hygrophorus och familjen Hygrophoraceae.  Arten är reproducerande i Sverige. Inga underarter finns listade i Catalogue of Life.